# Iberolacerta galani
Iberolacerta galani är en ödleart som beskrevs av  Oscar Arribas CARRANZA och ODIERNA 2006. Iberolacerta galani ingår i släktet Iberolacerta och familjen lacertider. Inga underarter finns listade i Catalogue of Life.
Denna ödla förekommer i en liten region i västra Spanien norr om Portugal. Den lever i bergstrakter mellan 1600 och 2500 meter över havet. Ödlan vistas i klippiga regioner med buskar och annan låg växtlighet. Honor lägger ägg.
Beståndet hotas av besökare som kör mountainbiking. Troligtvis påverkas populationen av global uppvärmning. IUCN kategoriserar arten globalt som nära hotad.